# 長身皺牙脂鯉
長身皺牙脂鯉，為輻鰭魚綱脂鯉目脂鯉亞目上口脂鯉科的其中一個種，分布於南美洲巴西Purus河流域，體長可達30公分，棲息在植被生長茂盛水域，生活習性不明。